# 长梗润楠
长梗润楠（学名：Machilus longipedicellata）为樟科润楠属下的一个种。

## 扩展阅读
- 維基物種上的相關：长梗润楠